# Vertegenwoordiging van de Vlaamse Regering in Warschau

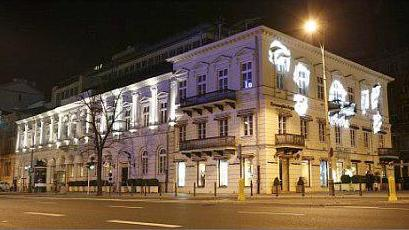
Vlaamse Vertegenwoordiging in Warschau

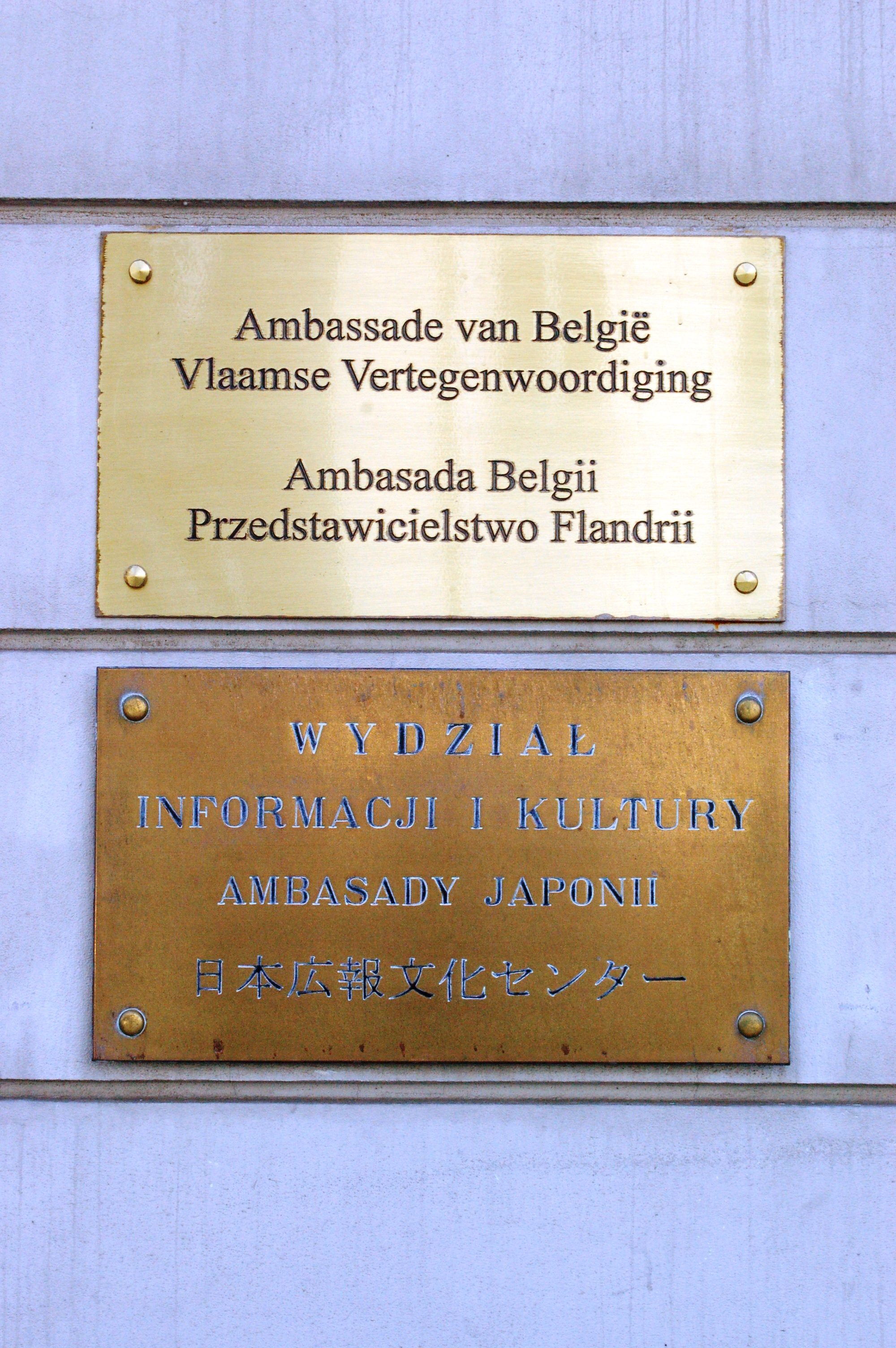
Plaat van België Vlaamse vertegenwoordiging in Warschau

De Vlaamse Vertegenwoordiging in Warschau is sinds 2007 gevestigd in deze Poolse hoofdstad. Deze Vertegenwoordiger van de Vlaamse Regering is het permanente communicatiekanaal van de Vlaamse regering met Polen, maar hij is ook bevoegd voor de Baltische staten Estland, Letland en Litouwen.

## Locatie
De Vlaamse Vertegenwoordiging is gevestigd in het Dom Dochodowy aan de Aleje Ujazdowskie 51 in Warschau. De Vertegenwoordiging bevindt zich in het politieke en diplomatieke centrum van de Poolse hoofdstad. Op hetzelfde adres houdt ook Flanders Investment and Trade (FIT) kantoor.  Het Agentschap voor Internationaal Ondernemen begeleidt Vlaamse bedrijven, die op de Poolse markt actief willen zijn en ondersteunt ook buitenlandse bedrijven, die in Vlaanderen willen investeren. In Polen beschikt FIT tevens over een kantoor in Poznań.

## Taken en doelstellingen
De Vlaamse Vertegenwoordiging in Warschau is het diplomatieke aanspreekpunt van de Vlaamse Regering in de eerste plaats in Polen en verder ook in de 3 Baltische staten – Estland, Letland en Litouwen. De Vertegenwoordiging werd geopend op 15 oktober 2007 en maakt deel uit van de Belgische Ambassade in Polen.
De Vertegenwoordiger van de Vlaamse Regering in Warschau behartigt – met uitzondering van de investeringen en de handelsactiviteiten van de bedrijven – alle bevoegdheden van de Vlaamse Regering in Polen, Estland, Letland en Litouwen. Hij behoort tot het diplomatieke personeel van de Belgische Ambassade. Bij de Vlaamse Vertegenwoordiging kan men terecht voor inlichtingen over Vlaanderen en over de bilaterale betrekkingen tussen Vlaanderen en de vier landen uit het rechtsgebied.

## Relaties tussen Vlaanderen en Polen en de Baltische staten
De historische banden tussen Vlaanderen en de vier landen uit het rechtsgebied van de  Vertegenwoordiging in Warschau gaan diep in de tijd terug. De intensieve maritieme en handelsbetrekkingen tussen enerzijds Vlaamse en anderzijds Poolse en Baltische Hansasteden resulteerden al in de middeleeuwen in dynamische uitwisselingen. De Memling-triptiek Het Laatste Oordeel in het Nationaal Museum in Gdańsk is daarvan een exponent.
De huidige betrekkingen zijn in belangrijke mate gestoeld op de kaderakkoorden die de Vlaamse Regering afsloot met de Poolse regering in 1994 en met de regeringen van elk van de Baltische staten in 1996. Die akkoorden worden gerealiseerd aan de hand van meerjaren- werkprogramma’s, waarin prioriteiten en concrete projecten worden vastgelegd.  De meeste recente werkprogramma’s werden afgesloten: met Polen en Letland in 2011 en met Estland en Litouwen in 2012. Zij vormen de basis voor een actieve samenwerking en een intensieve uitwisseling van delegaties.

## Activiteiten en realisaties
De Vlaamse Vertegenwoordiging ondersteunt de verschillende partners die bij de realisatie van de werkprogramma’s betrokken zijn. Zij bereidt de bezoeken voor van Vlaamse ministeriële, parlementaire en ambtelijke delegaties.
In nauwe samenwerking met de Nederlandse Ambassade en de Nederlandse Taalunie focust de vertegenwoordiging tevens de verspreiding van de Nederlandstalige cultuur en op steun aan het Nederlands onderwijs aan de universiteiten in het rechtsgebied. Jaarlijks nemen meer dan 400 Poolse studenten het Nederlands in hun curriculum mee.
Op kwartaalbasis wordt samen met de Nederlandse Ambassade een elektronische cultuurkalender uitgestuurd, waarin overzicht van de voornaamste culturele activiteiten die in het komende kwartaal in Polen plaatsgrijpen. Nederland en Vlaanderen organiseren jaarlijks beurtelings in Polen ook een Dag der Neerlandici.
Naar aanleiding van de Vlaamse feestdag wordt in Polen elk jaar een Vlaamse dag georganiseerd, die in de regel ook een culturele en economische dimensie bevat en steeds vaker ook het binnenland intrekt. Zo waren er Vlaamse dagen in Poznan in 2010; in Lublin in 2011 en Łódź in 2012. Daarbij wordt ook maximaal aandacht besteed aan Vlaanderen in Actie, de toekomststrategie van de Vlaamse Regering.